# Tsukiatteru no ni kataomoi
„Tsukiatteru no ni kataomoi” (jap. 付き合ってるのに片思い) – piętnasty singel zespołu Berryz Kōbō, wydany 28 listopada 2007 roku przez wytwórnię Piccolo Town. Został wydany w edycji regularnej i limitowanej.
Został wydany także jako „Event V” (DVD).
Singel osiągnął 6 pozycję w rankingu Oricon i pozostał na liście przez 4 tygodnie, sprzedano 31 787 egzemplarzy.

## Lista utworów
| CD                      |                                                                              |                                                                              |                                                                              |                                                                              |      |
| Nr                      | Tytuł                                                                        | Słowa                                                                        | Kompozycja                                                                   | Aranżacja                                                                    | Czas |
| 1.                      | "Tsukiatteru no ni kataomoi" (jap. 付き合ってるのに片思い)                   | Tsunku                                                                       | Tsunku                                                                       | Kaoru Ōkubo                                                                  |      |
| 2.                      | "Warera! Berryz Kamen" (jap. 我ら! Berryz仮面)                               | Tsunku                                                                       | Tsunku                                                                       | Jun Yamazaki                                                                 |      |
| 3.                      | "Tsukiatteru no ni kataomoi" (jap. 付き合ってるのに片思い) (Instrumental)    | Tsunku                                                                       | Tsunku                                                                       | Kaoru Ōkubo                                                                  |      |
| DVD (limitowana edycja) |                                                                              |                                                                              |                                                                              |                                                                              |      |
| Nr                      | Tytuł                                                                        | Tytuł                                                                        | Tytuł                                                                        | Tytuł                                                                        | Czas |
| 1.                      | "Tsukiatteru no ni kataomoi" (jap. 付き合ってるのに片思い) (Dance Shot Ver.) | "Tsukiatteru no ni kataomoi" (jap. 付き合ってるのに片思い) (Dance Shot Ver.) | "Tsukiatteru no ni kataomoi" (jap. 付き合ってるのに片思い) (Dance Shot Ver.) | "Tsukiatteru no ni kataomoi" (jap. 付き合ってるのに片思い) (Dance Shot Ver.) |      |

Event V
| Nr | Tytuł                                                                            | Czas |
| -- | -------------------------------------------------------------------------------- | ---- |
| 1. | "Tsukiatteru no ni kataomoi" (jap. 付き合ってるのに片思い) (Dance Close-Up Ver.) |      |
| 2. | "Interview"                                                                      |      |